# بنية الكون من منظار واسع
يهتم العلماء بمعرفة بنية الكون من منظار واسع عن طريق مشاهدة توزيع المادة ومن ضمنها النجوم والمجرات في الكون ودراسة الضوء المنبعث منها سواء كان ضوءا مرئيا أو أشعة سينية أو أشعة غاما وغيرها. كما يهتم العلماء بدراسة توزيع الهيدروجين في الكون عبر أبعاد كبيرة تقدر بمليارات السنوات الضوئية وذلك بقياس موجته الكهرومغناكيسية البالغ طول موجتها 21 سنتيمتر . ويبدو من توزيع المجرات والنجوم أنها تكون تجمعات، وتنضم تلك التجمعات إلى تجمعات أكبر وكما يبدو أن التجمعات منفصلة عن بعضها البعض وتوجد بينها فراغات عائلة تقاس بمئات السنوات الضوئية وتلك الفراغات تكاد تكون خالية من المادة . وتتصل المجموعات بعضها البعض بفتيلات كونية Galaxy filament من المادة . وعند النظر إلى تكوين الكون على مستوى أكبر من ذلك بإته يبدو متجانسا تنتشر فيه المادة انتشارا متساويا.

## تجمعات وفراغات

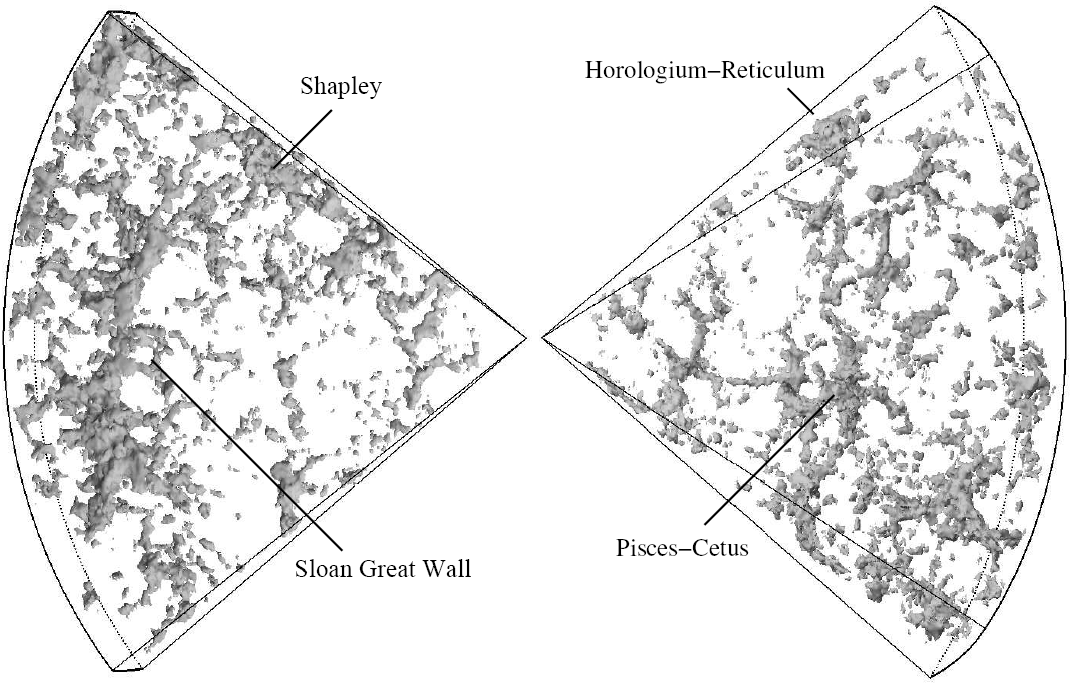

يبدو أن البنية الكونية تبدا بالنجوم التي تتجمع في مجرات، وتتجمع تلك المجرات في مجموعات منها، والي بدورها تتجمع بدورها في تجمعات أعظم وتفصلها فراغات مهولة . وكان الاعتقاد قبل عام 1989 أو تجمعات المجرات هي أكبر بناية في الكون وأنها موزعة توزيعا متساويا. إلا أن الدراسة التالية المسماة ريدشيفت redshift survey أطهر وجود ما يسمى بالجدار العظيم . وهي مجموعة مسكحة من تجمعات المجرات يبلغ طولها 500 مليون سنة ضوئية وعرضها نحو 200 مليون سنة ضوئية . ولكن سمكها لا يزيد عن 15 مليون سنة ضوئية . ولم يكن في استطاعة الإنسان رؤية هذا الجدار العظيم من قبل لأنه يستلزم مسحا بالتلسكوبات في ثلاثة أبعاد . وفي أبريل عام 2003 بين المسح أكتشاف جدار عظيم آخر سمي Sloan Great Wall.